# Seznam francoskih violončelistov
Seznam francoskih violončelistov.

## B
- Maurice Baquet

## C
- Gautier Capuçon
- Marc Coppey

## D
- Henri Demarquette

## F
- René Forest
- Pierre Fournier
- Auguste Franchomme

## G
- Maurice Gendron

## M
- Maurice Martenot
- Corinne Morris
- Philippe Muller

## N
- André Navarra

## O
- Jacques Offenbach

## P
- Aurélien Pascal
- Bruno Philippe

## Q
- Jean-Guihen Queyras

## S
- François Salque
- Vincent Ségal
- Adrien-François Servais (19. stol. Belgija)

## T
- Paul Tortelier